# Frank De León
Frank de León (San Marcos, Guatemala; 26 de diciembre de 1994) es un jugador de fútbol que actualmente juega en el club Deportivo Marquense de la Primera División de Guatemala, se desempeña como volante ofensivo, es hermano menor del futbolista Maynor De León quien juega para el Xelajú Mario Camposeco.

## Trayectoria
Frank debuta en 2014 en el club Deportivo Marquense equipo donde se consolida y resalta por sus características creativas y ofensivas. También ha tenido paso en equipos como C.S.D Municipal donde lograría coronarse campeón en dos ocasiones. 
Frank fue clave en la obtención de la sexta luna del Xelajú MC anotando un doblete en la final de vuelta en el Estadio Mario Camposeco.

## Clubes
| Club                | País      | Año                |
| ------------------- | --------- | ------------------ |
| Deportivo Marquense | Guatemala | 2013 - 2016        |
| C.S.D Municipal     | Guatemala | 2017 - 2021        |
| Antigua GFC         | Guatemala | 2021 - 2022        |
| Xelajú MC           | Guatemala | 2022 - 2023        |
| Deportivo Marquense | Guatemala | 2024 - Actualmente |

## Palmarés

### Subcampeonatos nacionales
| Título             | Club        | País      | Año           |
| ------------------ | ----------- | --------- | ------------- |
| Torneo de Apertura | Antigua GFC | Guatemala | 2022-Apertura |

### Campeonatos nacionales
| Título             | Club            | País      | Año           |
| ------------------ | --------------- | --------- | ------------- |
| Torneo de Clausura | C.S.D Municipal | Guatemala | 2017-Clausura |
| Torneo de Apertura | C.S.D Municipal | Guatemala | 2020-Apertura |
| Torneo de Clausura | Xelajú MC       | Guatemala | 2023-Clausura |